# 劉應峰
劉應峰（1526年—？），字少衡（一作字绍衡），號養旦，湖廣長沙府茶陵州人，軍籍，明朝政治人物。

## 生平
嘉靖二十八年己酉科（1549年）湖廣鄉試第六名舉人。嘉靖三十五年（1556年）中式丙辰科會試第二百二十八名，三甲第二十七名進士。礼部观政，授江西南昌县知县，三十八年升吏部主事，四十一年十月刑科左给事中丘橓弹劾其謟事权门，遂改户部，四十二年告改南京礼部，升郎中，四十四年升江西参议，疏請终养。

## 家族
曾祖劉宗玉；祖父劉洽；父劉憲訓，封户部主事；母陳氏，封安人。弟劉應巖。